# Mikael Olsson Al Safandi
Olof Mikael Olsson Al Safandi (ursprungligen Olsson), född 19 mars 1959,  är en svensk journalist och teaterledare.

## Biografi
Olsson är uppvuxen med sin mor i Stockholm som son till en irakisk psykiater verksam i Paris och svensk mor. I samband med faderns död valde han att 2013 anta även faderns efternamn för att underlätta internationella formaliteter. Vid begravningen i Irak lärde han känna sin stora släkt med drygt 250 kusiner, stammande från farfadern som var klanledare och shejk.
Olsson har varit medarbetare vid SKP:s tidning Rödluvan. Han började 1985 som programledare, reporter och radioproducent på Sveriges Radio P1 i samhällsprogram som ungdomsmagasinet M, Radioapparaten, Avsminkat och Godmorgon världen. 1991–1999 var han verksam på Sveriges Television som producent, redaktör och chef för samhällsredaktionen, där han bland annat startade program som Striptease och Dokument inifrån och medverkade till en lång rad reportage. Flera av dem belönades med Stora Journalistpriset, Guldspaden och andra, internationella priser. 
I slutet av 1999 tillträdde han och Maria Curman det delade chefskapet för Sveriges Television, där hans post var som programdirektör för hela verksamheten. Han inledde då ett arbete för att söka återknyta bolagets verksamhet närmare till dess ursprungliga syfte som en kanal för folkbildning med fokus på samhällsengagerande frågor som människorätt, jämställdhet, omvärldsbevakning etc snarare än underhållning. Detta ledde till en hel del interna viljekonflikter och slitningar i organisationen. I början av 2001 avskedades han efter medias uppmärksammanden om att han missat lämna in sin självdeklaration i tid. Han stämde SVT och vann skadeståndsprocessen.
Därefter producerade Olsson dokumentärfilm, bland annat ett porträtt på skådespelaren Keve Hjelm, strax innan dennes bortgång och dokumentären Fackklubb 459 – sista striden på Bagarn om en kämpande fackklubb i Stockholm. Han var även konsult för utvecklingen av SVT:s Kunskapskanalen. 2005–2012 återvände han till Sveriges Radio P1 i Stockholm som huvudproducent och programledare för Godmorgon världen och Konflikt. Sommaren 2012 tog han över chefskapet för Sveriges Radio i Malmö och 2013–2014 startade han upp en ny utökad form av programmet OBS, där han även verkade som producent och programledare. Olsson är även debattör i public service-frågor.
Sedan 2014 har han även varit verksam med författaraftnar och som projektkoordinator för samhällsverksamhet vid kulturcentret Moriska Paviljongen i Malmö och har sedan 2015 utökat verksamheten till projektledare, aktör och ordförande för communityteater-verksamheten Södra communityteatern i samarbete med Jonas Jarl.